# Gaskekjauratj
Gaskekjauratj är en sjö i Arvidsjaurs kommun i Lappland och ingår i Byskeälvens huvudavrinningsområde. Gaskekjauratj ligger i Byskeälven Natura 2000-område.